# Municipio de Burr Oak (condado de Jewell)
El municipio de Burr Oak (en inglés: Burr Oak Township) es un municipio ubicado en el condado de Jewell en el estado estadounidense de Kansas. En el año 2010 tenía una población de 226 habitantes y una densidad poblacional de 2,21 personas por km².

## Geografía
El municipio de Burr Oak se encuentra ubicado en las coordenadas 39°52′31″N 98°20′12″O / 39.87528, -98.33667. Según la Oficina del Censo de los Estados Unidos, el municipio tiene una superficie total de 102.06 km², de la cual 101,94 km² corresponden a tierra firme y (0,12 %) 0,12 km² es agua.

## Demografía
Según el censo de 2010, había 226 personas residiendo en el municipio de Burr Oak. La densidad de población era de 2,21 hab./km². De los 226 habitantes, el municipio de Burr Oak estaba compuesto por el 96,46 % blancos, el 0,44 % eran amerindios, el 2,21 % eran de otras razas y el 0,88 % eran de una mezcla de razas. Del total de la población el 6,19 % eran hispanos o latinos de cualquier raza.